# Rodrigo (cantante)
Rodrigo Alejandro Bueno (Córdoba, 24 de mayo de 1973-Berazategui, Buenos Aires, 24 de junio de 2000), conocido como el Potro o solamente como Rodrigo, fue un cantante argentino de cuarteto. Durante su carrera, amplió la música de cuarteto a la escena nacional argentina, convirtiéndose en la mayor y principal figura del género, siendo considerado como «el rey del cuarteto».
Hijo de Eduardo Alberto Bueno, productor musical y Beatriz Olave, compositora y trabajadora de una empresa editorial, se formó dentro de la escena musical del cuarteto en Córdoba. Su primera aparición, a los dos años, fue en el programa Fiesta de cuarteto, junto con el amigo de la familia Juan Carlos "La Mona" Jiménez. Con la ayuda de su padre,  a los cinco años de edad grabó un disco de canciones infantiles, titulado Disco Baby. Durante su preadolescencia, colaboró con la banda Chébere en algunas presentaciones en directo. Dejó la escuela a los doce años de edad y realizó una audición con éxito para la banda Manto Negro. Después de cinco años sin éxito en Córdoba, el padre de Rodrigo decidió tratar de iniciar la carrera de su hijo como solista en Buenos Aires. En 1987 publicó su primer disco, La foto de tu cuerpo, con PolyGram Records. Aprendiendo a vivir, su siguiente trabajo, fue presentado con una actuación en vivo en la discoteca Fantástico Bailable que le llevó a su primer reconocimiento en la escena de la música tropical.
En 1995 firmó un contrato con Sony Music para el lanzamiento de su álbum Sabroso, y al año siguiente firmó con el sello discográfico Magenta Discos, compañía que le concedió el uno por ciento de sus ventas de discos y que produjo sus trabajos hasta su muerte. Después de flirtear con la salsa y el merengue, descartó definitivamente estos géneros de su repertorio y grabó e interpretó exclusivamente cuarteto. Su primer lanzamiento con el sello, Lo mejor del amor, se convirtió instantáneamente en un éxito en la radio, lo que le valió la fama nacional y un premio ACE al Mejor Artista Musical. El éxito siguió con La leyenda continúa (disco de oro certificado por CAPIF) y Cuarteteando. Su publicación de 1999, A 2000, fue certificado como cuádruple disco de platino y se convirtió en tema de una gira que comenzó en el Teatro Astral y que finalizó al año siguiente en el Luna Park, estadio donde ofreció trece conciertos consecutivos con las entradas agotadas. Hasta el momento, Rodrigo ha vendido más de 5 millones de discos en todo el mundo.
El calendario de Rodrigo incluía, en su momento, entre veinticinco y treinta espectáculos semanales. Debido a sus exigentes giras, comenzó a trabajar en exceso, hecho que comenzó a interferir en su rendimiento. Su nivel de estrés se incrementó al recibir varias amenazas de muerte. Tras un concierto en la discoteca Escándalo en La Plata, Rodrigo regresaba a la ciudad de Buenos Aires en la noche del 24 de junio de 2000. Después de que su camino fuese bloqueado por otro conductor que le había pasado en la autopista, Rodrigo intentó perseguir al vehículo para adelantarlo otra vez. En el proceso, perdió el control de su camioneta y se estrelló contra una barrera, lo que provocó la salida del vehículo y su muerte instantánea. El fallecimiento del cantante causó una conmoción inmediata en los medios de comunicación argentinos, con especulaciones sobre una posible conspiración de asesinato. Pasado un breve juicio penal, en el cual el conductor del otro vehículo, Alfredo Pesquera, fue acusado de encerrar con su vehículo al de Rodrigo, aquel fue absuelto, al considerar el juez que Rodrigo había sido el responsable del accidente por conducir imprudentemente. Años después, Pesquera fue acusado de otro crimen, y fue finalmente encontrado muerto en extrañas circunstancias.

## Biografía
Rodrigo nació el 24 de mayo de 1973, en Córdoba, siendo el primogénito del matrimonio entre Eduardo «Pichín» Bueno y Beatriz Olave. Tenía dos hermanos, Flavio y Ulises; este último otro exitoso cantante. Su padre era dueño de una disquería y productor musical de Columbia Records y de BMG, una subsidiaria de Sony Music Entertainment. Su madre era dueña de un quiosco y compositora. La primera aparición de Rodrigo en público fue a los dos años de edad, en un programa de televisión denominado Fiesta del Cuarteto, en el que fue subido al escenario por Juan Carlos «La Mona» Jiménez, el cual era muy amigo de la madre de Rodrigo. Desde pequeño Rodrigo jugaba a ser un cantante y sentía pasión por el micrófono. Era amante del cuarteto e iba muy seguido a bailes, donde era invitado al escenario a cantar. De chico acudió a una escuela de folclore, y cantaba rock en una pequeña banda que tenía.
Al crecer, trabajó como repartidor de periódicos en el quiosco de su abuela Hortensia. En 1984, asistió a conciertos de la reconocida banda Chébere y fue invitado, en ocasiones, a unirse a ellos en el escenario. Al año siguiente, abandonó la primaria que realizó en el Instituto La Salle de Córdoba Capital y comenzó a trabajar en la tienda de discos de su padre, donde algunas veces cantó para los clientes. Un amigo de su padre que pertenecía a la banda local Manto Negro le ofreció a Rodrigo formar parte de la agrupación. Fue entonces cuando empezó formalmente su carrera en la industria musical, firmó su primer contrato y ganó su primer sueldo como músico a los trece años. Aunque había escrito canciones desde los diez años, nunca las dio a conocer a sus amigos debido a sus faltas ortográficas.

## Trayectoria musical

### Convirtiéndose en solista y elevación a la fama
Como Rodrigo no pudo alcanzar el éxito en Córdoba después de seis años con Manto Negro, su padre y representante Eduardo decidió lanzar la carrera de Rodrigo como solista en Buenos Aires. En 1989, publicó su primer álbum, titulado La foto de tu cuerpo, a través de PolyGram Records. El álbum llevó el nombre de una canción compuesta por Rodrigo cuando tenía trece años. A pesar de que se describía a sí mismo como un «fan del cuarteto», su primer disco tenía un estilo cercano al rock. Un año después, publicó su segundo álbum, llamado Aprendiendo a vivir, y con el lanzamiento de dicho álbum viajó a la ciudad de Buenos Aires para consolidar su carrera artística. El álbum fue presentado en la discoteca Fantástico Bailable, donde un año más tarde presentó su tercer trabajo, Completamente enamorado. Ese año grabó un nuevo álbum, titulado Made in Argentina, que incluyó «Bella María de mi alma». Para ese entonces, la carrera de Rodrigo seguía creciendo. Ese mismo año, el padre y representante de Rodrigo, Eduardo Alberto «Pichín» Bueno, falleció en 1993 en los brazos del cantante a los 46 años de edad por un infarto agudo de miocardio. Su muerte tuvo lugar antes de un concierto en el que iba a promocionar «La Joya», que fue cancelado.

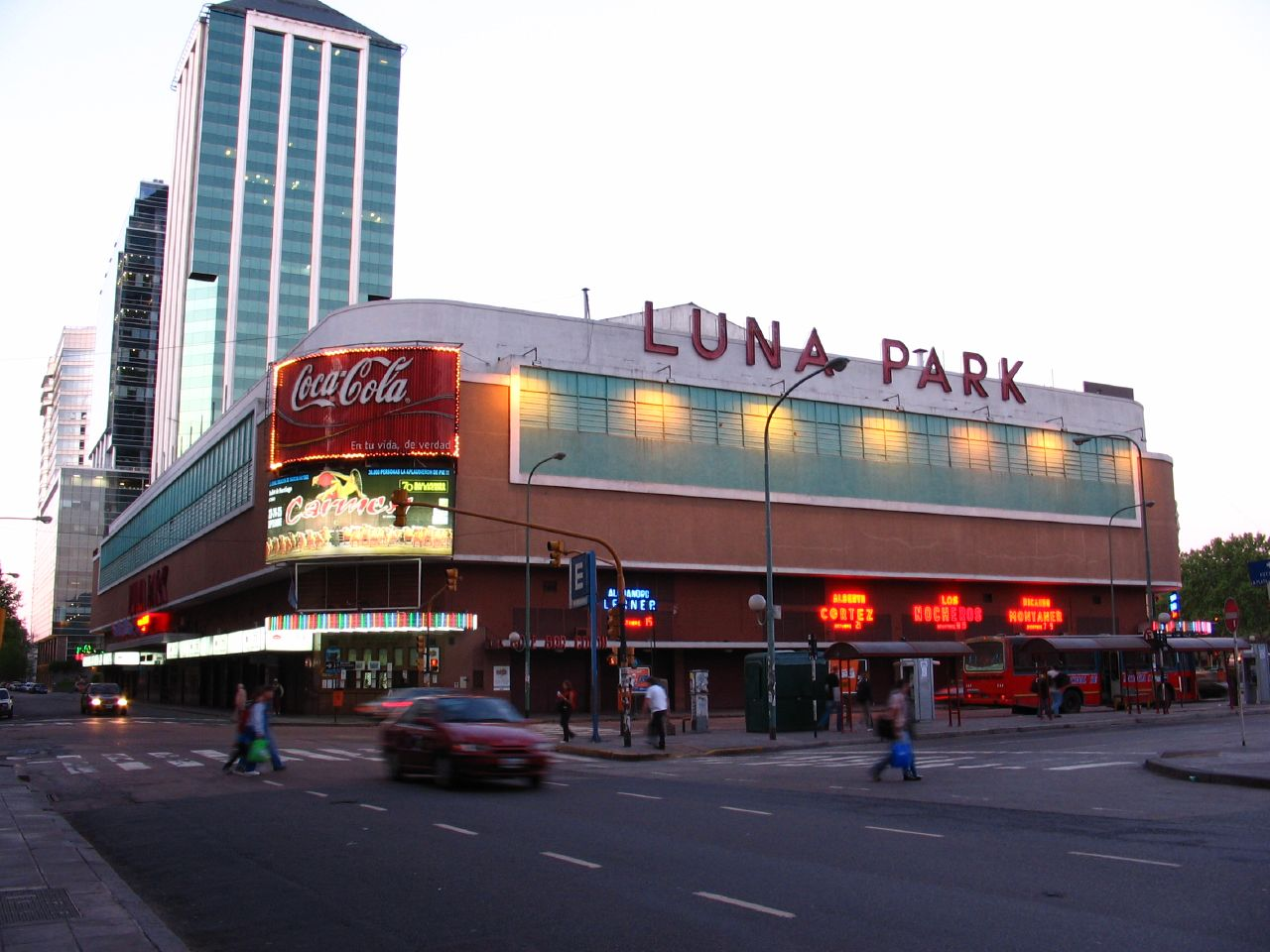
Rodrigo ofreció en abril de 2000 trece conciertos en el Luna Park de Buenos Aires con las entradas agotadas.

Después de seis meses de luto, regresó al mundo de la música con Made in Córdoba. A medida que aumentaba su popularidad en Buenos Aires, abandonó PolyGram Records y firmó un contrato con Sony Music. En 1995, durante su corta estancia con la empresa, grabó con dicha discográfica el disco Sabroso, que incluyó canciones del estilo salsa y merengue como «De enero a enero». Sabroso no tuvo el apoyo de la discográfica y terminó sin el éxito que esperaba. Tras este periodo, Sony rescindió el contrato con Rodrigo. En 1996, bajo un nuevo contrato con el sello discográfico Magenta Discos, Bueno publicó Lo mejor del amor, trabajo con el que consiguió el premio ACE. De este material popularizó el tema «El himno del Cucumelo», (cover de la banda de rock, Las Manos de Filippi). Unos meses más tarde, grabó el disco La leyenda continúa, que fue realizado en directo en el boliche Fantástico de Buenos Aires. Este trabajo fue certificado como disco de oro por la CAPIF. Su consolidación definitiva en el panorama musical fue con el trabajo Cuarteteando, que incluyó los éxitos «Ocho cuarenta» e «Y voló, voló». La Leyenda Continúa y Cuarteteando vendieron 60 000 ejemplares cada uno. En 1999 publicó dos discos: un recopilatorio con sus temas más conocidos bajo el título de El Potro y un álbum grabado en directo en S'Combro Bailable de José C. Paz el día 23 de julio de 1999 titulado Cuarteto Característico o A 2000, que incluyó temas como «Yerba mala», «Soy Cordobés», y «Un largo camino al cielo».

### Actuaciones en vivo yCuarteto Característico/A 2000
El 8 de diciembre de 1999, Rodrigo publicó el álbum A 2000, que promocionó con una serie de cuatro conciertos con entradas agotadas en el Teatro Astral de la Avenida Corrientes, precisamente los días lunes 6 y viernes 11 a doble función, estas dieron pie a las presentaciones del cuartetero en la ciudad del entretenimiento y centro cultural. En el verano del año 2000, Canal 9 (en ese entonces Azul TV) tuvo una activa participación en la difusión de A 2000. Ramiro Mayol, Gerente de Música y Espectáculos del canal fue invitado por La Tota Santillán a ver la grabación del álbum en S'Combro el 23 de julio de 1999, Mayol quedó impactado y acordó con Gozalo un contrato macro por la difusión del artista que durante seis meses fue exclusivo del canal de TV. A su vez la estación de TV acordó con Magenta Discos la edición del álbum en un formato de reviposter que traería el disco de regalo. El reviposter fue editado por la famosa Editorial Atlántida, en aquel entonces parte del grupo Telefe, Azul TV y Radio Continental/FM HIT. La sinergia fue clave en el lanzamiento y difusión de A 2000, su disco en vivo. Rodrigo realizó una gira de 49 conciertos en gran parte del borde costero de su país, en la gira estreno su popular tema «Figúrate tú» de la autoría de Alejandro Romero, hermano de Alejandra Romero, su novia de entonces.
El recital más grande de su carrera se produjo el 24 de febrero del año 2000, frente al paseo turístico de Mar del Plata, precisamente en la Playa Las Toscas, allí se formó una especie de anfiteatro natural que incluyó cerca de cien mil personas dónde el cordobés dio un show de más de una hora y media. Tras el éxito del espectáculo en el teatro Astral, Bueno se presentó trece noches consecutivas en el Luna Park a partir del 5 de abril de 2000., lo que se convirtió en un récord para el recinto. A comienzos de junio viajó a Cuba: allí se encontró con Diego Armando Maradona, uno de sus ídolos, a quien le dedicó un tema titulado «La mano de Dios».
El único ensayo se llevó a cabo con la banda pionera del género, Cuarteto Leo, que se celebró en el club Mundo Bailable, propiedad de su representante José Luis Gozalo. Gozalo invirtió 80 000 pesos en publicidad, mientras que él le pidió a Tito Lectoure, el dueño de la arena, que le adelantara 50 000 pesos de las ventas de entradas para pagar deudas anteriores. El espectáculo también fue financiado por el fabricante de alfajor Jorgito y por la compañía de autobuses Flecha Bus, mientras que el vestuario fue proporcionado por Ona Sáez. Debido a la fama del lugar de acoger encuentros de boxeo, los conciertos fueron conceptualizados con elementos de boxeo. Bueno cantó vestido con calzoncillos de boxeo e hizo su entrada al escenario vistiendo una túnica y caminando por un pasillo entre la multitud a la etapa de anillo temático, emulando a un combate de boxeo. Con una duración estimada de dos horas y media, el espectáculo incluyó sus grandes éxitos, así como también clásicos del género cuarteto como un homenaje a la temprana influencia en su carrera, invitando al Cuarteto Leo y Carlitos Rolán.
Gozalo negoció la transmisión de los conciertos con Azul Televisión. El rodaje de las actuaciones posteriores intentó ser suspendido sin éxito por los propietarios de Magenta Records. Los hermanos Kirovsky enviaron una orden de cese al canal y alegaron que Magenta era dueña de los derechos personales de Bueno pero su mánager Gozalo logró destrabarlo. El evento, con entradas agotadas e inicialmente previsto para ocho actuaciones, se extendió a un total de trece conciertos vendidos, los que recaudaron un total de ARS 1,3 millones. Mientras tanto, el álbum A 2000 fue certificado cuádruple platino por CAPIF, y vendió más de setecientos cincuenta mil copias.
Además del espectáculo, Bueno también estaba realizando entre veinticinco y treinta conciertos semanales, incluyendo discotecas, televisión y otros eventos. El 8 de abril recibió las llaves de la ciudad de Formosa, después de haber ofrecido un concierto en el marco de las celebraciones del 121 aniversario de la ciudad. Debido al esfuerzo que necesitaba en los conciertos, Bueno comenzó a beber cerveza en exceso. Su estrés también se incrementó debido varias amenazas de muerte, que incluyeron un tiroteo de pandillas cerca de su casa en Córdoba y también recibir una bala con su nombre grabado en ella, según recordó Joaquín Levinton, vocalista de la banda Turf.
Sus ganancias personales en aquel momento procedían de un 1% de regalías sobre una ARS estimado de nueve millones en ventas de discos, así como un adicional de 600 000 para el álbum de reediciones y ARS 500 000 para un acuerdo de merchandising con Torneos y Competencias. Afectado por su estilo de vida y por las disputas con Magenta Discos, Bueno anunció su inminente jubilación el 10 de abril de 2000. Detalló que iba a terminar sus conciertos programados, incluyendo una gira de conciertos en países de Sudamérica como Uruguay, Venezuela, Colombia, Brasil, Chile, Puerto Rico y la ciudad de Miami en los Estados Unidos. En su última actuación en directo, fijada para el 25 de diciembre de 2000 en el estadio de River, iba a ser publicada como su último álbum bajo el título de Adiós Rodrigo. Bueno añadió que iba a convertirse en productor musical y pensaba trasladarse a los Estados Unidos.

## Fallecimiento

### Antecedentes
El 23 de junio de 2000, fue a la grabación del programa de televisión La Biblia y el calefón presentado por Jorge Guinzburg, en Canal 13. Cuando terminó el espectáculo, a las 22:30, el cantante se fue a cenar junto a su representante, sus músicos, su pequeño hijo Ramiro y la madre de este en El Corralón. En el local se encontró con Fernando Olmedo, hijo del fallecido comediante Alberto Olmedo, al cual invitó a su recital en la discoteca «Escándalo» en La Plata. El recital en Escándalo fue grabado por el programa de televisión El Rayo, presentado por Nacho Goano, quien había participado también en la grabación del programa La Biblia y el calefón. En el lugar, dio su última entrevista al periodista platense Toto Carrizo, para el programa local de TV “Más de lo Mismo”. Rodrigo ofreció una actuación especialmente extensa de una hora y cuarenta minutos ante dos mil personas, al haber tomado la decisión de unificar lo que a priori habrían sido dos funciones exclusivas separadas durante la misma noche. Cuando terminó el concierto, Olmedo le pidió que se quedara en el club para descansar, pero Rodrigo se negó y decidió conducir.

### El accidente
En la madrugada del sábado 24 de junio de 2000, luego de su actuación en La Plata, Rodrigo se dirigía hacia Buenos Aires por la Autopista Buenos Aires - La Plata en su Ford Explorer SUV Roja con su exesposa Patricia Pacheco, su hijo Ramiro, Fernando Olmedo, el músico Jorge Moreno y el locutor de radio Alberto Pereyra. Cerca de las 3:30 a. m., cuando atravesaba la ciudad de Berazategui, se produjo un accidente en el cual la camioneta del empresario Alfredo Pesquera (fallecido en 2013) rozó la camioneta de Rodrigo, el cual perdió el control de su rodado, se estrelló contra la barrera de contención, volcó y fue expulsado del vehículo (no llevaba puesto el cinturón de seguridad), lo que le ocasionó la muerte. Como producto de este hecho, además del cantante, Fernando Olmedo también perdió la vida. Los demás acompañantes sobrevivieron. Pesquera, a causa de este incidente, fue a juicio, si bien fue finalmente declarado inocente. A raíz del accidente, el lugar de su muerte se convirtió en un santuario. En la bajada de la autopista en Berazategui, hay un acceso que lleva a su monumento, hoy en día bastante descuidado. También se editaron varios álbumes, algunos simples recopilatorios y otros con material inédito de Rodrigo. A su velatorio concurrieron miles de personas y también famosos, entre ellos Diego Maradona, Susana Giménez, Daniel "Tota" Santillán, Walter Olmos, La Mona Jiménez y Marcelo Tinelli. Su cuerpo fue enterrado en el cementerio Las Praderas en la localidad de Monte Grande.

### Investigación del accidente y reacciones posteriores
Antes del accidente, Rodrigo iba a presentarse en el programa Siempre sábado. A raíz de su muerte, la banda tocó en el programa a modo de tributo sin ningún acompañamiento vocal. Seguidamente, emergieron teorías conspirativas afirmando que la muerte de Bueno estaba vinculada a una «bailanta mafia» y que recibió amenazas de muerte en los días previos al accidente. La madre de Bueno no asistió a su funeral, pero apareció en el programa y aseguraba que pronto se aclararían las cuestiones del accidente frente al asesinato.
El informe forense estableció que Rodrigo murió de una hemorragia cerebral ocasionada por un traumatismo craneoencefálico. Luis Armella, el fiscal correccional de Quilmes, llamó al caso como un homicidio negligente por lesiones. La Comisaría de Berazategui identificó al conductor del Chevrolet Blazer como Alfredo Pesquera, un hombre de negocios de la ciudad de Buenos Aires. Al año siguiente, Pesquera fue llevado a juicio, en el que el fiscal alegó que su maniobra ocasionó la muerte de Bueno y solicitó una pena de trece años. En diciembre de 2001, Ariel González, Eli Abe y Margarita Allaza de Iturburu, los miembros del segundo Tribunal Penal de Quilmes, llegaron a la conclusión de que la muerte de Bueno fue causada por su propia imprudencia al conducir, por lo que Pesquera fue declarado inocente y puesto en libertad. Tras la muerte de Bueno, cuatro seguidores adolescentes se suicidaron.

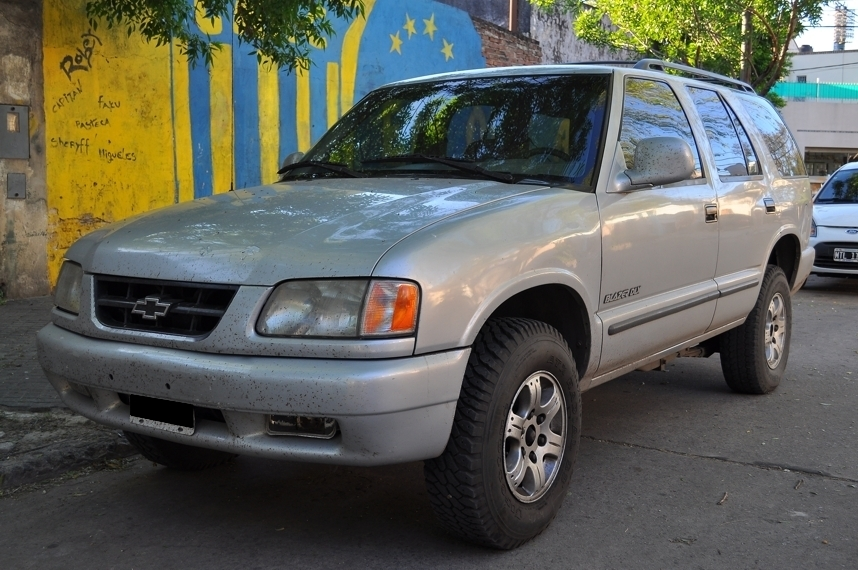
Chevrolet Blazer. Una unidad similar de color blanco era conducida por el empresario Alfredo Pesquera, quien fue acusado de provocar el accidente.

Después de su muerte, las ventas de sus discos aumentaron en gran medida. En vida, Bueno vendió 500 000 copias, mientras que después de su muerte las ventas se quintuplicaron: su último álbum vendió más de un millón de copias y logró recaudar un total de quince millones de pesos, tres veces las ganancias que hizo durante su carrera. Además, sus conciertos fueron retransmitidos por las cadenas Azul Televisión, América 2 y Crónica TV, los cuales obtuvieron una notable audiencia. A un día de su fallecimiento, la «Unión de Productores de la Movida Tropical» le otorgó seis premios Clave de Sol, en las categorías de ritmo más bailable, mejor percusionista, mejor showman, mejor cantautor y revelación del año, junto con el Clave de Sol de Oro.
Una serie de álbumes tributo fueron publicados en los meses siguientes a su fallecimiento. La banda que lo acompañaba en sus conciertos se dividió en La Banda del Potro, representada por Leader Music, y Auténtica Banda de Rodrigo, representada por Magenta. Ambas bandas publicaron once álbumes que recaudaron un total de un millón de pesos. En el año 2000 -momento en el que la popularidad de Bueno estaba en alza en Buenos Aires-, una encuesta de la consultora Delfos indicaba que el 72% prefería a «La Mona» Jiménez y un 15% a «El Potro». La misma muestra se realizó en 2001, un año después de su muerte, y los números fueron 46% y 40% respectivamente.
El día en que se cumplieron cinco años de su fallecimiento, se inhumaron los restos del cuartetero cordobés. En la inhumación del músico estuvieron presentes su madre, Beatriz Olave, su representante, José Luis Gozalo, su amigo y conductor de programas, «La Tota» Santillán, y Giannina Maradona, hija del futbolista Diego, entre los más famosos, así como familiares, conocidos y seguidores del «Potro». Se realizó en el cementerio Las Praderas ubicado en el Partido de Lanús.
En 2011, surgió una nueva teoría después de que el diario Crónica hablara con la policía sobre la causa del accidente. La fuente policial mencionó la posibilidad de que la rutina intensiva de Rodrigo podría haber aumentado la producción de adrenalina en su cuerpo. Los investigadores explicaron que, si Rodrigo no diera a conocer el exceso de adrenalina por la orina después de su último concierto, podría haber perdido el sentido de la distancia en relación con el vehículo de Pesquera. Esto podría haber causado que Rodrigo apretara el freno y girara violentamente el volante.

## Legado
Rodrigo expandió el cuarteto -género musical típico de la provincia de Córdoba- a nivel nacional e internacional. Poco después de su muerte en el Kilómetro 27 de la Autopista Buenos Aires-La Plata, sus aficionados construyeron un santuario que incluyó una estatua del cantante. Un año después, una multitud de 15 000 personas se reunió en el monumento para recordarlo. El monumento sufrió varios ataques a través de los años por razones desconocidas. Un año después de su muerte, Sony Records publicó el álbum Todos juntos con Rodrigo, que incluyó las canciones originales de Sabroso con colaboraciones de cantantes internacionales y argentinos como Celia Cruz y Luciano Pereyra. En poco tiempo, el álbum se convirtió en disco de oro y logró vender 30 000 copias. El mismo año, de manera póstuma, recibió dos premios Carlos Gardel como mejor artista tropical masculino por el álbum A 2000 y canción del año por su original «Soy cordobés».
| «Me comparan con un montón de gente, pero no soy el heredero de La Mona ni soy el nuevo Sandro como dicen. Yo sólo estoy peleando por el lugar de Rodrigo. Estoy peleando, dentro del cuarteto, por el lugar que merezco. A lo mejor soy en el cuarteto lo que Soledad en el folklore: el pibe que enquilombó todo con pelos de colores y una personalidad increíble». —Rodrigo para una entrevista publicada en la sección Artes y Espectáculos del diario La Voz del Interior, 2 de marzo de 2000. |

En 1999, introdujo al cantante de cuarteto Walter Olmos a la escena pública con actuaciones en varios de sus conciertos en la provincia de Buenos Aires. Después de la muerte de Bueno, Olmos fue popularmente considerado como su heredero musical, pero solo disfrutó de breve éxito antes de su muerte, que tuvo lugar mientras jugaba a la ruleta rusa en 2002.
A fines del año 2000 el grupo de cumbia argentina "Tambó Tambó" con el cual Rodrigo colaboró en recitales, le dedicó un tema titulado "El Potro Rodrigo", interpretada a dúo con El Chino de La Nueva Luna en su disco De Enero a enero. 
El 12 de abril de 2001, se estrenó un largometraje basado en su vida llamado Rodrigo, la película, dirigido por Juan Pablo Laplace en 136 cines argentinos. La película entrelaza una historia de amor ficticia entre una admiradora de Rodrigo con un joven al que le choca su fanatismo con imágenes reales de recitales del cantante. La película no tuvo el éxito esperado y fue considerada por algunos como un intento para obtener beneficios a costa de la memoria del cantante. La revista de entretenimiento Sin Cortes lo calificó como un «filme fallido» que «se aprovechó del fenómeno de Rodrigo». Bueno, un reconocido hincha del Club Atlético Belgrano, sigue siendo considerado como una figura importante dentro de la afición del club, la cual, en forma de homenaje, estampó el rostro de Rodrigo en su camiseta durante la temporada 2002-03 de la Primera División de Argentina, además el arquero titular de Belgrano es su primo Juan Carlos Olave, que tiene en su uniforme una imagen de él. En 2012, la administración del club decidió recaudar fondos para construir una estatua de bronce del cantante en las afueras del estadio Gigante de Alberdi.
En el año 2005, con motivo de la emisión del último programa del ciclo La noche del 10, conducido por el recordado exfutbolista Diego Armando Maradona y emitido en esta ocasión desde el Luna Park, los cantantes Andrés Ciro Martínez y Juanse, junto a los grupos Los Piojos y Bersuit Vergarabat, entonaron las estrofas del tema «La mano de Dios», compuesta por el cuñado de Rodrigo a la hora de su muerte, Alejandro Romero, como homenaje al mítico jugador de fútbol. Estos músicos, que en su momento también dedicaron canciones a Maradona, decidieron unirse para ejecutar este tema, como homenaje a El Diez, justamente en el mismo escenario que consolidó definitivamente la carrera de Rodrigo. El escenario se complementó con un grupo de pantallas gigantes que emitieron imágenes de los recitales del cantante cordobés. Al finalizar el recital, y tras los agradecimientos de parte de Maradona, Gustavo Cordera concluyó diciendo: «A Rodrigo, que está en el cielo y que hizo la canción más hermosa y que jamás se hubiera escuchado». Ese mismo año recibió post mortem por parte de la Fundación Konex un diploma al mérito por su trayectoria como cantante de cuarteto.
En 2010, en el décimo aniversario de su muerte, la Cámara de Diputados de Buenos Aires lo declaró como Personalidad destacada de la Cultura Popular en la provincia. Un concierto homenaje se realizó el 16 de enero de 2013 durante la inauguración de la primera edición del Carnaval Cuartetero, basado en el Carnaval de Bahía. Durante las celebraciones del Día del Canillita, el Gobernador de Córdoba, José Manuel de la Sota, anunció planes para construir una estatua en honor a Bueno, que fue finalmente colocada en el «Paseo del Buen Pastor» unas horas antes del comienzo del Carnaval cuartetero.

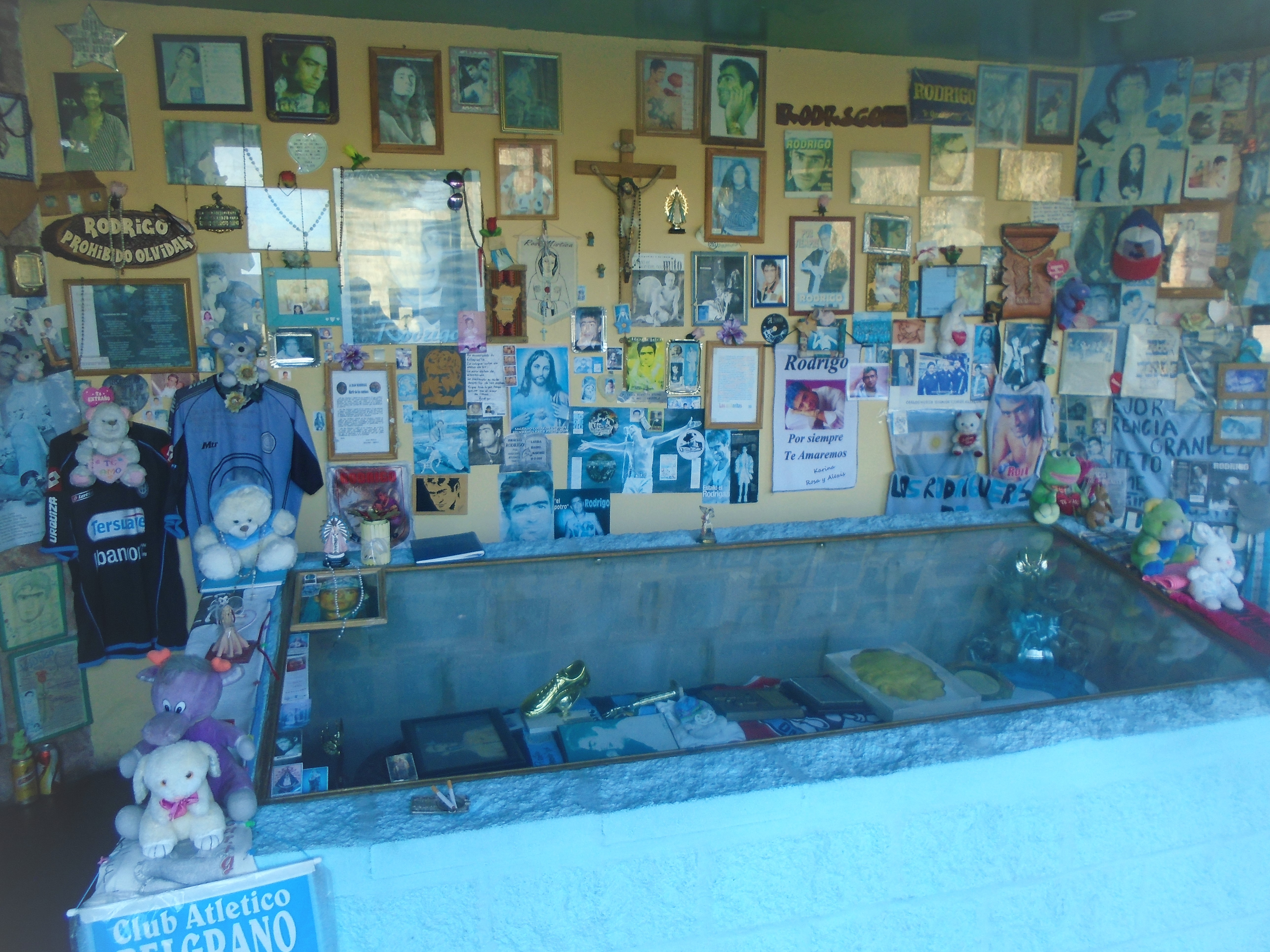
Bóveda donde descansan los restos de Rodrigo, en el cementerio privado Las Praderas (Nueve de Abril, provincia de Buenos Aires).

El primer recordatorio en la televisión argentina fue en 2012 en el programa Gracias por venir, gracias por estar, conducido por el recordado periodista Gerardo Rozín y la actriz Julieta Prandi, el 19 de mayo a cinco días de lo que hubiese sido el trigésimo noveno cumpleaños de Rodrigo. El programa contó con la colaboración de invitados, algunos de ellos amigos del recordado, como Marixa Balli, La Tota Santillán, Juan Alberto Mateyko, Fierita Catalano, Jimena Cyrulnik, Javier García y Beatriz Olave (madre de «El Potro»).
Una escuela de samba virtual de Brasil, de hinchas del Belgrano, preparó un homenaje a Rodrigo en 2013, año en que él cumpliría cuarenta años de edad. Una villa miseria cercana a la Reserva ecológica de Buenos Aires en Puerto Madero fue nombrada como «Barrio Rodrigo Bueno» tras su fallecimiento.
En noviembre de 2017 se confirmó el estreno de su película biográfica, El Potro, lo mejor del amor. La película se estrenó el 4 de octubre de 2018 y estuvo dirigida por Lorena Muñoz y protagonizada por el debutante Rodrigo Romero, en el papel protagónico como Rodrigo, junto a Florencia Peña, J'Mena, Fernán Mirás, Daniel Aráoz, Malena Sánchez y Diego Cremonesi. El filme fue furor en Argentina y en ese año solo fue superada por Venom, quedando así en segundo lugar a nivel nacional.
En 2019, el programa de moda y costura, Corte y Confección, se realizó un desafío en homenaje a Rodrigo con dos vestuarios característicos.

## Estilo musical e imagen
Como apoyo en sus presentaciones, Rodrigo conformó una banda de catorce músicos típica del cuarteto con predominancia de la percusión como los timbales y la batería, complementada por un acordeón y un órgano eléctrico además de un grupo de coristas.
Caracterizado por su voz "ronca y fuerte" y carismáticas actuaciones en el escenario, Bueno se convirtió en un éxito inmediato en la escena musical argentina. Su imagen fue diferente de la de otros grupos de música tropical que vestían colores brillantes y tenían el pelo largo y rizado. El cabello de Bueno fue corto, teñido por lo general en azul, turquesa, rojo o violeta. Vestía camisas cabidas con pantalones y botas vaqueros. Era conocido por su mezcla de gestos faciales y poses que acompañaron su imagen bravuconera. Bueno estuvo muy involucrado con el proceso creativo de su acto. Produjo sus propios registros, escribió sus propias canciones y diseñó los efectos visuales para sus shows, incluyendo el aspecto de las campañas de la etapa y gráficos, como folletos y carteles.

## Vida personal
En 1997, nació su hijo Ramiro, durante su noviazgo con Patricia Pacheco. En ese mismo año se vio involucrado a Rodrigo con la vedette Marixa Balli, con la cual tuvo idas y vueltas como con Pacheco. 
El "Potro" también era hincha, fanático y socio del Club Atlético Belgrano de Córdoba.

## Discografía

### Álbumes de estudio
| Año  | Álbum                    | Posición máxima (CAPIF) | Discográfica     | Certificaciones |
| ---- | ------------------------ | ----------------------- | ---------------- | --------------- |
| 1987 | La foto de tu cuerpo     | —                       | PolyGram Records |                 |
| 1989 | Aprendiendo a vivir      | —                       | PolyGram Records |                 |
| 1991 | Muy bueno                | 5                       | PolyGram Records |                 |
| 1992 | Completamente enamorados | —                       | PolyGram Records |                 |
| 1994 | Made in Argentina        | —                       | PolyGram Records |                 |
| 1995 | Sabroso                  | —                       | Sony Music       |                 |
| 1996 | Lo mejor del amor        | —                       | Magenta Discos   |                 |
| 1997 | La leyenda continúa      | 6                       | Magenta Discos   |                 |
| 1998 | Cuarteteando             | 4                       | Magenta Discos   |                 |
| 1999 | El Potro                 | —                       | Magenta Discos   |                 |
| 1999 | A 2000                   | 1                       | Magenta Discos   | 4× Platino      |
| 2000 | La mano de Dios          | 1                       | Magenta Discos   | 3× Platino      |
| 2000 | Derroche                 | —                       | Magenta Discos   |                 |

### Proyectos postumos
| Inéditos y recopilaciones - 2000: La mano de Dios (Magenta Discos) - Derroche (Inédito) (Magenta Discos) - 2001: Todos Juntos Con Rodrigo (Sony Music) Recopilaciones de recitales - 2001: Su historia vol. 1: En vivo Luna Park (BMG - Magenta Discos) - Su historia vol. 2: Unplugged (BMG - Magenta Discos) - Su historia vol. 3: En vivo Teatro Astral (BMG- Magenta Discos) - Su historia vol. 4: Último recital en Palmira (BMG - Magenta Discos) - Su historia vol. 5: Inédito (BMG - Magenta Discos) | Colaboraciones - 2000: Exageradísimo vivo - Grupo Karakol - El aguante (canta «Ya no seremos amigos» a dúo) - 2001: Exageradísimo 01 (canta «Derroche» a dúo con Jean Carlos) | Homenajes - 2000: Potro cordobés (Tambo Tambo y La Nueva Luna) - 2001: Ocho cuarenta (Banda XXI - Azul Televisión) - Homenaje al potro (Tota Santillán - Pasión Tropical) - Córdoba Sin Tí (Tambo Tambo) - 2005: Yerba mala - Te va a gustar (Los Palmeras) - 2011: 840 - Entre el pueblo y la ciudad (Agustín y su Banda) - 2016: Lecho vacío - De regreso (Gastón Uriel) - 2021: Soy Cordobés (Carlos Vives) - Cómo le digo (La Beriso) |

## Videos musicales
En vida
| Año  | Video                     | Lanzamiento del álbum   |
| ---- | ------------------------- | ----------------------- |
| 1991 | «La chica del ascensor»   | Muy bueno               |
| 1992 | «Completamente enamorado» | Completamente enamorado |
| 1995 | «De enero a enero»        | Sabroso                 |
| 1996 | «El himno del Cucumelo»   | Lo mejor del amor       |

Póstuma
| Año  | Video             | Lanzamiento del álbum |
| ---- | ----------------- | --------------------- |
| 2000 | «Derroche»        | Derroche              |
| 2000 | «La mano de Dios» | La mano de Dios       |

## Premios y nominaciones

### Premios Carlos Gardel
| Año  | Categoría                                   | Trabajo             | Resultado | Ref.          |
| ---- | ------------------------------------------- | ------------------- | --------- | ------------- |
| 2001 | Canción del año                             | «Soy cordobés»      | Ganador   | [ 90 ] [ 91 ] |
| 2001 | Álbum del año                               | A 2000              | Nominado  | [ 90 ] [ 91 ] |
| 2001 | Mejor artista masculino tropical/bailantero | A 2000              | Ganador   | [ 90 ] [ 91 ] |
| 2002 | Mejor artista masculino tropical/bailantero | Su historia, vol. 5 | Nominado  | [ 90 ] [ 91 ] |

### Premios ACE
| Año  | Categoría             | Trabajo  | Resultado | Ref.   |
| ---- | --------------------- | -------- | --------- | ------ |
| 1996 | Mejor artista musical | Él mismo | Ganador   | [ 92 ] |

### Premios Clave de Sol
| Año  | Categoría               | Trabajo                  | Resultado | Ref.   |
| ---- | ----------------------- | ------------------------ | --------- | ------ |
| 2000 | Mejor solista masculino | Él mismo                 | Ganador   | [ 93 ] |
| 2000 | Ritmo más bailable      | Él mismo                 | Ganador   | [ 93 ] |
| 2000 | Mejor percusionista     | Él mismo                 | Ganador   | [ 93 ] |
| 2000 | Mejor showman           | Él mismo                 | Ganador   | [ 93 ] |
| 2000 | Mejor cantautor         | Él mismo                 | Ganador   | [ 93 ] |
| 2000 | Revelación del año      | Él mismo                 | Ganador   | [ 93 ] |
| 2000 | Mejor show del año      | Rodrigo en Mar del Plata | Nominado  | [ 93 ] |
| 2000 | Clave de Sol de oro     | Él mismo                 | Ganador   | [ 93 ] |

### Otros reconocimientos
| Año  | Distinción                                          | Entrega             | Ref.          |
| ---- | --------------------------------------------------- | ------------------- | ------------- |
| 2005 | Diploma al mérito Tropical / Cuarteto / Post Mortem | Premios Konex       | [ 94 ]        |
| 2010 | Personalidad destacada de la cultura popular        | Legislatura de CABA | [ 95 ] [ 96 ] |